# Belomys pearsonii
Belomys pearsonii é um esquilo-voador encontrado nas montanhas do leste do Himalaia, sudeste da Ásia e sul da China até a ilha de Taiwan. Vive em altitudes entre 800 e 2.400 m acima do nível do mar.
O pêlo é castanho-avermelhado na parte superior e branca na parte inferior. Característica dele são os longos cabelos aos pés, que ainda abrange as garras para se proteger contra o frio das grandes altitudes. O corpo tem um comprimento de cerca de 22 cm, mais a cauda que tem 13 cm de comprimento.